# Futhorc

Alfabeto futhorc de 33 runas.

El futhorc o fuþorc es el alfabeto rúnico usado por los anglosajones y los frisones desde el siglo V hasta mediados del siglo XI. Deriva del futhark antiguo, que tenía 24 runas, y llegó a tener según las versiones entre 26 y 33 caracteres. Fue la forma de escritura del inglés antiguo y el frisón antiguo.
El término futhorc, a semejanza de la palabra «alfabeto», procede del sonido de sus seis primeras letras (          [ᚠᚢᚦᚩᚱᚳ] que se transliteran como F, U, Þ, O, R y C). 

## Historia

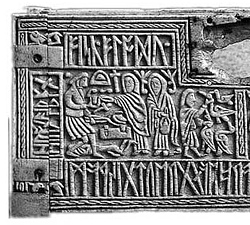
Panel frontal del cofre de Auzon, con una adivinanza escrita en runas anglosajonas

Hay dos teorías sobre el origen del alfabeto anglosajón. Una teoría propone que se desarrolló en Frisia, desde donde se extendió a Inglaterra. Otra mantiene que las runas fueron introducidas primero en Inglaterra desde Escandinavia y fue allí donde evolucionaron hasta convertirse en el futhorc y que posteriormente se exportaría a Frisia. Looijenga (1997) enumeró 23 inscripciones inglesas (inclusive dos inscripciones cristianas del siglo VII) y 21 frisonas anteriores al siglo IX. Esta casi equivalencia de hallazgos no despeja las dudas sobre el origen real, por lo que ambas teorías se encuentran a la espera de futuros descubrimientos que apoyen alguna de ellas.
El futhorc inicial es idéntico al futhark antiguo excepto por la división de la runa ansuz, () a en tres variantes (āc  , æsc  y ōs ), resultando un total de 26 runas. Esto fue necesario para poder representar los nuevos fonemas producidos en la variante ingvaeónica de las lenguas germánicas al separarse la pronunciación de los alófonos de aes largas y cortas. La runa ōs se encuentra en el bracteato de Undley del siglo V. La runa āc se introdujo después en el siglo VI.
La runa hægl con doble barra , , característica de las inscripciones continentales, aparece registrada por primera vez hacia 698, en el cofre de san Cuthbert; anteriormente se usaba la variante escandinava de una sola barra.
En Inglaterra el número de runas del futhorc aumentó después a 28 y finalmente a 33, quedando la escritura rúnica inglesa asociada estrechamente con los scriptoria latinos del periodo de cristianización anglosajona del siglo VII. El futhorc empezó a ser reemplazado por el alfabeto latino alrededor del siglo IX. En algunos casos los textos se escribieron en letras latinas usándose algunas runas para representar sonidos que no cubrían estas. Este es el caso de cómo þorn (þ) y wynn (ƿ) pasaron a emplearse como una extensión del alfabeto latino. 
Cuando se produjo la invasión normanda de 1066, el futhorc ya se empleaba muy poco y desapareció totalmente poco después. Se conservan unos 200 objetos con inscripciones en futhorc de todo el periodo de cinco siglos en los que fue utilizado.

## Las runas
El poema rúnico anglosajón, registrado en el manuscrito Cotton Otho B.x.165, muestra las siguientes 29 runas:
| Runa | Nombre | Transliteración | AFI          | CCS | Significado        |
| ---- | ------ | --------------- | ------------ | --- | ------------------ |
|      | Feoh   | f               | [f], [v]     | ᚠ   | Riqueza            |
|      | Ur     | u               | [uː]         | ᚢ   | Uro                |
|      | Thorn  | þ, ð            | [θ], [ð]     | ᚦ   | Espina             |
|      | Ós     | ó               | [oː]         | ᚩ   | Æsir (dios)        |
|      | Rad    | r               | [r]          | ᚱ   | Cabalgar           |
|      | Cen    | c               | [k]          | ᚳ   | Antorcha           |
|      | Gyfu   | ȝ               | [g], [j]     | ᚷ   | Regalo             |
|      | Wynn   | w, ƿ            | [w]          | ᚹ   | Alegría            |
|      | Hægl   | h               | [h]          | ᚻ   | Granizo            |
|      | Nyd    | n               | [n]          | ᚾ   | Necesidad/angustia |
|      | Is     | i               | [i(ː)]       | ᛁ   | Hielo              |
|      | Ger    | j               | [j]          | ᛄ   | Año/cosecha        |
|      | Eoh    | eo              | [eːo]        | ᛇ   | Tejo               |
|      | Peorð  | p               | [p]          | ᛈ   | Peral              |
|      | Eolh   | x               | [ks]         | ᛉ   | Alce               |
|      | Sigel  | s               | [s], [z]     | ᛋ   | Sol                |
|      | Tir    | t               | [t]          | ᛏ   | Dios Tir           |
|      | Beorc  | b               | [b]          | ᛒ   | Abedul             |
|      | Eh     | e               | [eːo]        | ᛖ   | Caballo            |
|      | Mann   | m               | [m]          | ᛗ   | Hombre             |
|      | Lagu   | l               | [l]          | ᛚ   | Lago               |
|      | Ing    | ŋ               | [ŋ]          | ᛝ   | Yngvi (un héroe)   |
|      | Éðel   | œ               | [eː], [ø(ː)] | ᛟ   | Hacienda/propiedad |
|      | Dæg    | d               | [d]          | ᛞ   | Día                |
|      | Ac     | a               | [ɑ(ː)]       | ᚪ   | Roble              |
|      | Æsc    | æ               | [æ]          | ᚫ   | Fresno             |
|      | yr     | y               | y(ː)]        | ᚣ   | Arco               |
|      | Ior    | ia, io          | [jo]         | ᛡ   | Anguila            |
|      | Ear    | ea              | [ea]         | ᛠ   | Tumba              |

Las 24 primeras runas son directamente equivalentes a las runas del futhark antiguo, a las que se le añaden cinco runas adicionales para representar las vocales largas y los diptongos (á, æ, ý, ia, ea), de forma comparable a lo que se hizo con las cinco forfeda del alfabeto Ogam.
Thorn y Wynn se introdujeron en el alfabeto latino inglés para transcribir los sonido [θ] y [w], pero terminarían siendo reemplazados por th y w en el inglés medio.
El orden en la secuencia de letras y el inventario de las mismas no es fijo. Si comparamos las runas de la tabla anterior:
|  |  |  |  |  |  |  |  |  |  |  |  |  |  |  |  |  |  |  |  |  |  |  |  |  |  |  |  |  |  |  |  |  |  |

con las 28 runas del cuchillo del Támesis hay unas pequeñas diferencias en el orden y falta la runa edhel:
|  |  |  |  |  |  |  |  |  |  |  |  |  |  |  |  |  |  |  |  |  |  |  |  |  |  |  |  |  |  |  |  |  |  |  |  |

El Código anglosajón de Viena tiene también 28 runas y la inscripción de la Cruz de Ruthwell tiene 31 runas. El manuscrito Cotton Domitian A.ix (siglo XI) contiene las 4 runas adicionales que completan el conjunto de 33:
| Runa | Nombre            | Transliteración | AFI       | CCS | Significado |
| ---- | ----------------- | --------------- | --------- | --- | ----------- |
|      | Cweorth           | kw              | /kw/      | /ᛢ/ | Fuego       |
|      | Calc y Calc doble | k / kk          | /k/, /kk/ | /ᛣ/ | Cáliz       |
|      | Gar               | g               | /g/, /ɣ/  | /ᛤ/ | Lanza       |
|      | Stan              | st              | /st/      | /ᛥ/ | Piedra      |

La runa , cweorð, es una modificación de peorð.
La letra  calc cuando representa un sonido doble aparece como . Se introdujo  gar para representar el sonido g en oposición a la palatalizada  (ȝ).
Estas cuatro letras adicionales no se encuentran en grabados, sólo en manuscritos (aunque una forma idéntica a stan se ha encontrado inscrita en el palo de tejo de Westeremden, pero como una runa cifrada). Así, el abecedario completo de las 33 runas, según el Cotton Domitian A.ix, va en el siguiente orden:
|  |  |  |  |  |  |  |  |  |  |  |  |  |  |  |  |  |  |  |  |  |  |  |  |  |  |  |  |  |  |  |  |  |  |  |  |  |

En este manuscrito las runas están distribuidas en tres filas con glosas en latín con las letras latinas equivalentes y sus nombres. El Libro tiene rastros de haber sido corregido por alguien durante el siglo XVI, que invirtió la posición de las runas m y d. Además eolh estaba erróneamente como si fuera sigel, y en lugar de sigel había una kaun, que posteriormente fue corregida superponiendo correctamente una letra sigel . Eoh también estaba erróneamente suplantando a eþel. Excepto ing y ear, todos los nombres de las runas fueron añadidos por el último escribano, que ha sido identificado como Robert Talbot (fallecido en 1558).
Asimismo se ha encontrado un alfabeto de runas futhorc en el manuscrito Cotton Galba A.ii.
Walahfrid Strabo registró una lista de 42 runas futhorc distintas.

## Cuerpo de las inscripciones

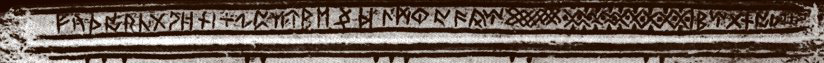
Inscripción con runas anglosajonas en un cuchillo encontrado en el Támesis.

La Universidad Católica de Eichstaett-Ingolstadt en Alemania ha creado una base de datos con todas las inscripciones en inglés y frisón antiguos. En su edición en papel aparecen todas las inscripciones inglesas verificadas que contengan dos o más runas, y en la edición electrónica figuran además las inscripciones dudosas y las que contengan solo una runa. Las inscripciones de la edición en papel aparecen en un centenar de objetos, entre los que se encuentran losas y cruces de piedra, huesos, aros, broches, armas, urnas funerarias, tablillas de escritura, pinzas, un reloj solar, un peine, bracteatos, cofres, una fuente, platos y grafitis. La base de datos comprende 16 inscripciones de una sola runa, varias monedas rúnicas y ocho casos de caracteres rúnicos dudosos (signos que parecen runas y pueden ser letras latinas o caracteres deteriorados por la acción de los elementos de difícil identificación). En total el cuerpo de las inscripciones abarca menos de 200 inscripciones, con lo que es un poco mayor que el de las inscripciones continentales de futhark antiguo (unas 80 inscripciones, de entre 400–700), pero ligeramente menor que el número de las inscripciones escandinavas de futhark antiguo (unas 260 inscripciones, de entre 200–800).
Los hallazgos de inscripciones rúnicas en Inglaterra se concentran a lo largo de la costa oriental con unas pocas diseminadas hasta la costa meridional. La mayoría de los descubrimientos frisones se concentran en la Frisia occidental.

## Inscripciones
Entre las inscripciones rúnicas en futhorc conocidas destacan las siguientes:

### Frisonas
- Funda de peine de Ferwerd s. VI: me uræ.
- Peine de Amay, alrededor 600; eda.
- Peine de Oostyn, s. VIII.; aib ka[m]bu / deda habuku (con una h triplemente barrada).
- Peine de Toornwerd, s. VIII: kabu.
- El sólido de Skanomody , entre 575–610: skanomodu.
- El sólido de Harlingen, entre 575–625, hada (dos runas ac y una runa h doblemente barrada).
- El sólido de Schweindorf, 575–625, wela[n]du "Weyland" (o þeladu de derecha a izquierda).
- El tremís de Folkestone, alrededor de 650: æniwulufu.
- El sceat de Midlum, alrededor de 750: æpa.
- Empuñadura de espada de Rasquert (de hueso de ballena), finales del siglo XIII: ekumæditoka, quizás "Yo, Oka, no loco" (similar a ek unwodz del cuerpo danés).
- Espada de Arum, una pequeña espada de madera de tejo, finales del siglo VIII: edæboda.
- Inscripción A del palo de tejo de Westeremden: adujislume[þ]jisuhidu.
- Inscripción B de Westeremden, s. VIII: oph?nmuji?adaamluþ / :wimœ?ahþu?? / iwio?u?du?ale.
- Palo de tejo de Britsum: þkniaberetdud / ]n:bsrsdnu; la k tiene forma de la de futhark joven y probablemente represente una vocal.
- Plato de hueso de ballena de Hantum: [.]:aha:k[; la cara opuesta está inscrita con las letras romanas ABA.
- Bastón de hueso de ballena de Bernsterburen, alrededor de 800: tuda æwudu kius þu tuda.
- Astrágalo de caballo de Hamwick, entre 650 y 1025: katæ (del frisón *kautōn "taba").
- pendiente de oro de Wijnaldum B: alrededor de 600: hiwi.
- Funda de peine de Kantens, comienzo del s. V: li.
- Peine de Hoogebeintum, alrededor de 700: […]nlu / ded.
- Trozo de cuerno de Wijnaldum A: zwfuwizw […].

### Inglesas
- Empuñadura de espada de plata de Ash Gilton (Kent), s. VI: […]emsigimer[…]
- Inscripción de Chessel Down I (isla de Wight), s. VI; […]bwseeekkkaaa
- Inscripción de Chissel Down II (en un plato de plata), inicios del s. VI: æko:?ori
- Broche de cobre Boarley (Kent), alrededor de 600: ærsil.
- Broche de Harford (Norfolk), alrededor del 650: luda:gibœtæsigilæ "Luda reparó el broche".
- Broche cruciforme de West Heslerton (North Yorkshire), inicios s. VI: neim.
- Urna de Loveden Hill (Lincolnshire), del s. V al VII; de lectura incierta, quizás: sïþæbæd þiuw hlaw "la tumba de Siþæbæd la dama".
- Tres urnas funerarias de Spong Hill (Norfolk), s. V; decoradas con el mismo sello rúnico: alu (en Spiegelrunen).
- Monedas de Kent II (unas 30), s. VII: pada
- Sceattas de plata de Kent III y IV, s. VI: æpa y epa.
- Chelines de oro de Suffolk (3 monedas), alrededor del 660; estampados con: desaiona.
- Astrágalo de Caistor, s. V; posiblemente una importación escandinava; la transcripción del futhark antiguo sería: raïhan "corzo".
- Accesorio de cobre de Watchfield (Oxfordshire), s. VI; la transcripción del antiguo futhark sería: hariboki:wusa (con una a probablemente convertida en æ).
- Broche de cobre de Wakerley (Northamptonshire), s. VI: buhui.
- Broche de Dover (Kent), alrededor de 600: þd bli / bkk.
- Las cuatro monedas de oro del valle del alto Támesis, de la década de 620; benu:tigoii; benu:+:tidi.
- Cuenco de cobre de Willoughby-on-the-Wolds (Nottinghamshire), alrededor de 600; a.
- Cuenco de cobre de Cleatham (South Humbershire), alrededor de 600; […]edih.
- Piedra de Sandwich/Richborough (Kent), alrededor de 650; […]ahabu[…]i, quizás *ræhæbul "ciervo".
- Rueca de Whitby I (Yorkshire): ueu.
- Platos de oro de Selsey (West Sussex), entre s. VI al VIII; brnrn / anmu.
- Cofre de San Cuthbert (Durham), datado en 698.
- Peine de hueso de Whitby II (Yorkshire), s. VII [dæ]us mæus godaluwalu dohelipæ cy[ i.e. deus meus, god aluwaldo, helpæ Cy… "mi dios, todopoderoso dios, ayuda a Cy…" Cynewulf o algún nombre de persona similar.
- Féretro de Franks, s. VII.
- Cuchillo del Támesis, s. IX.
- Cruz de Ruthwell, s. VIII: la inscripción podría ser parcialmente una reconstrucción moderna.
- Asta de Brandon, s. IX: wohs wildum deoræ an "[esta] creció en un animal salvaje".[1]
- Anillo de Kingmoor.